# Scymnorhinus
Genre
Scymnorhinus est un genre de requin qui n'est pas reconnu ni par FishBase ni par ITIS qui ne reconnaissent qu'une seule espèce nommée Dalatias licha).

## Liste des espèces
Selon FishBase:
- Scymnorhinus brevipinnis Smith, 1936 (nommé Dalatias licha par FishBase  & ITIS)
- Scymnorhinus licha Bonaparte, 1846 (nommé Dalatias licha par FishBase & ITIS)
- Scymnorhinus phillippsi (nommé Dalatias licha par FishBase & ITIS)